# Neuwiesenbach (Kahl)
Der Neuwiesenbach ist ein linker Zufluss der Kahl im Landkreis Aschaffenburg im bayerischen Spessart.

## Geographie

### Verlauf

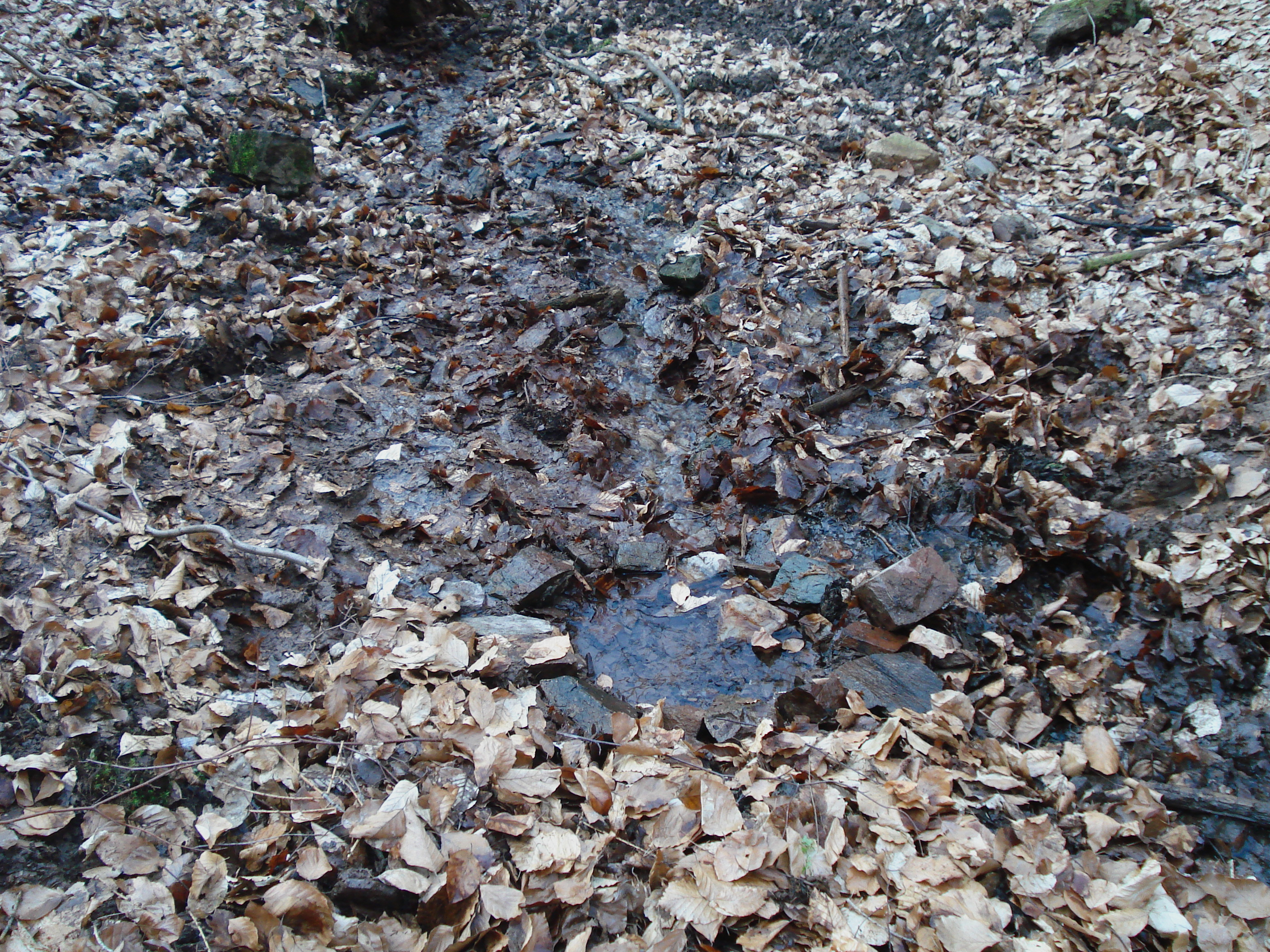
Der Engelsbrunnen

Der Neuwiesenbach entspringt als Rückersbach dem Engelsbrunnen, zwischen Hörstein und Hohl am Hahnenkammrücken. Die Quelle liegt auf der Gemarkung von Hörstein am nördlichen Hang des Rabengrundkopfes (395 m) „an den sieben Wegen“. Nach seiner Quelle durchfließt der Rückersbach eine enge Schlucht, zwischen Stempelhöhe und Schützberg im Alzenauer Oberwald und nimmt dabei drei namenlose Zuflüsse von rechts auf. Er passiert einen alten Steinbruch und verlässt am Schlossberg, unterhalb des Schanzenkopfes den Wald.
Der Rückersbach speist im Tal unterhalb der Weinberge einige Fischweiher und erreicht vor Wasserlos den Schlosspark. Dieser befindet sich auf dem Gelände des heutigen Kreiskrankenhauses Alzenau, welches sich zum Teil im Gebäude des ehemaligen Schlosses Wasserlos befindet. Der Rückersbach betrieb dort früher die heute nicht mehr bestehende Schloßmühle. Er durchfließt in diesem Park, der einen exotischen Baumbestand aufweist (z. B. Mammutbäume), mehrere kleine Teiche und dient auch als Zuleitung für einen Springbrunnen. Danach verlässt der Bach den Schlosspark und ist in Wasserlos komplett verrohrt.
Nachdem er am Ende der Ortschaft, am oberen Ende der so genannten Neuwiese wieder ans Tageslicht tritt, trägt er den Namen Neuwiesenbach. Dieser wird dort vom kleinen Zufluss Esbisgraben, der vom Fuße des Schanzenkopfes kommt, verstärkt. Der Neuwiesenbach durchfließt nun die Wiesenlandschaft und erreicht dann das Stadtgebiet von Alzenau. Er unterquert die Staatsstraße 3202 und mündet am Generationenpark, gegenüber der Hasenmühle, in die Kahl.

### Zuflüsse
- Esbisgraben (rechts, zeitweilig trocken)

### Flusssystem Kahl
- Liste der Fließgewässer im Flusssystem Kahl

## Geschichte

### Mühlen
- Schloßmühle

Siehe hierzu auch die Liste von Mühlen im Kahlgrund.

### Renaturierung

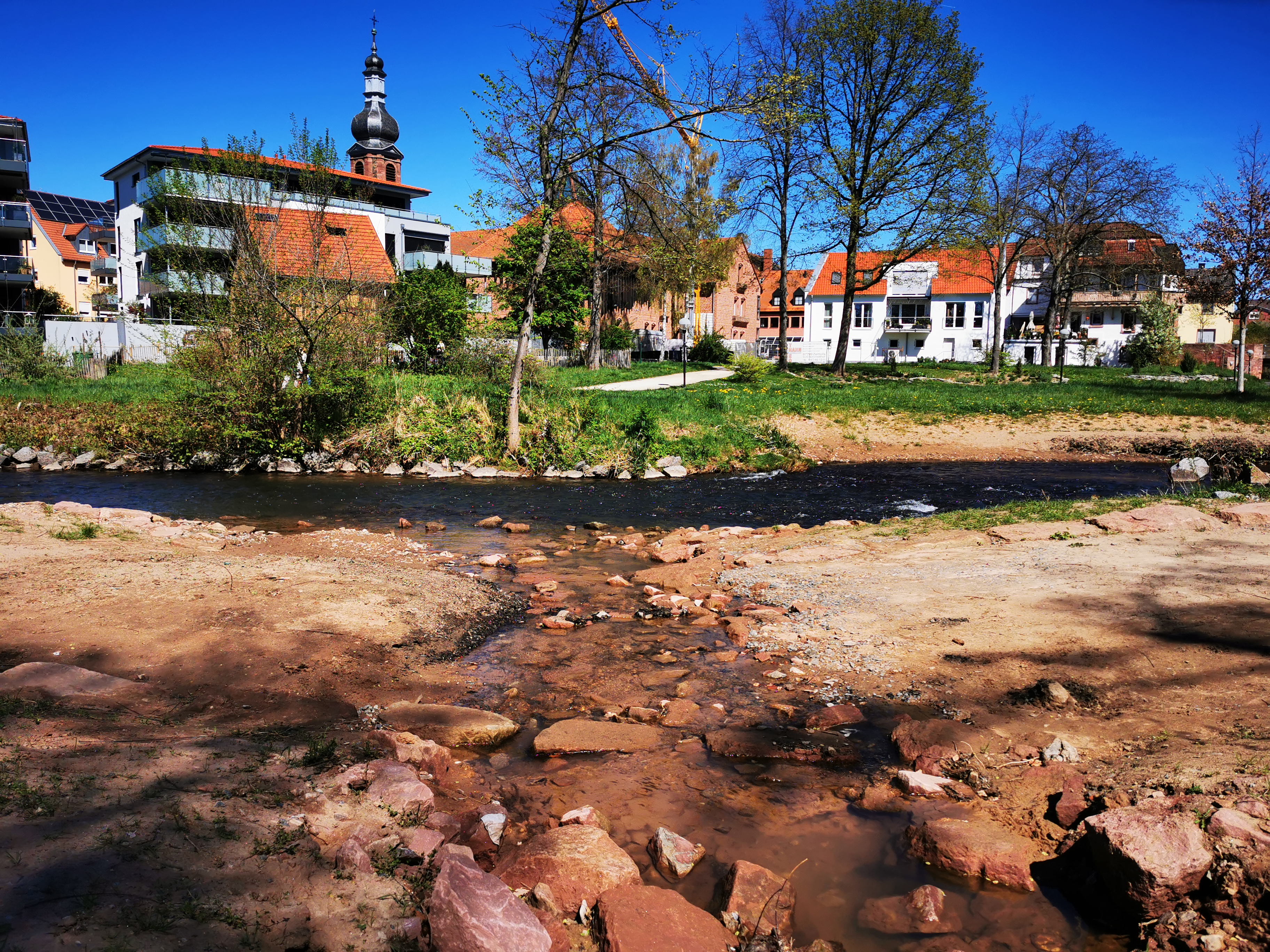
Die renaturierte Neuwiesenbachmündung im Jahr 2022

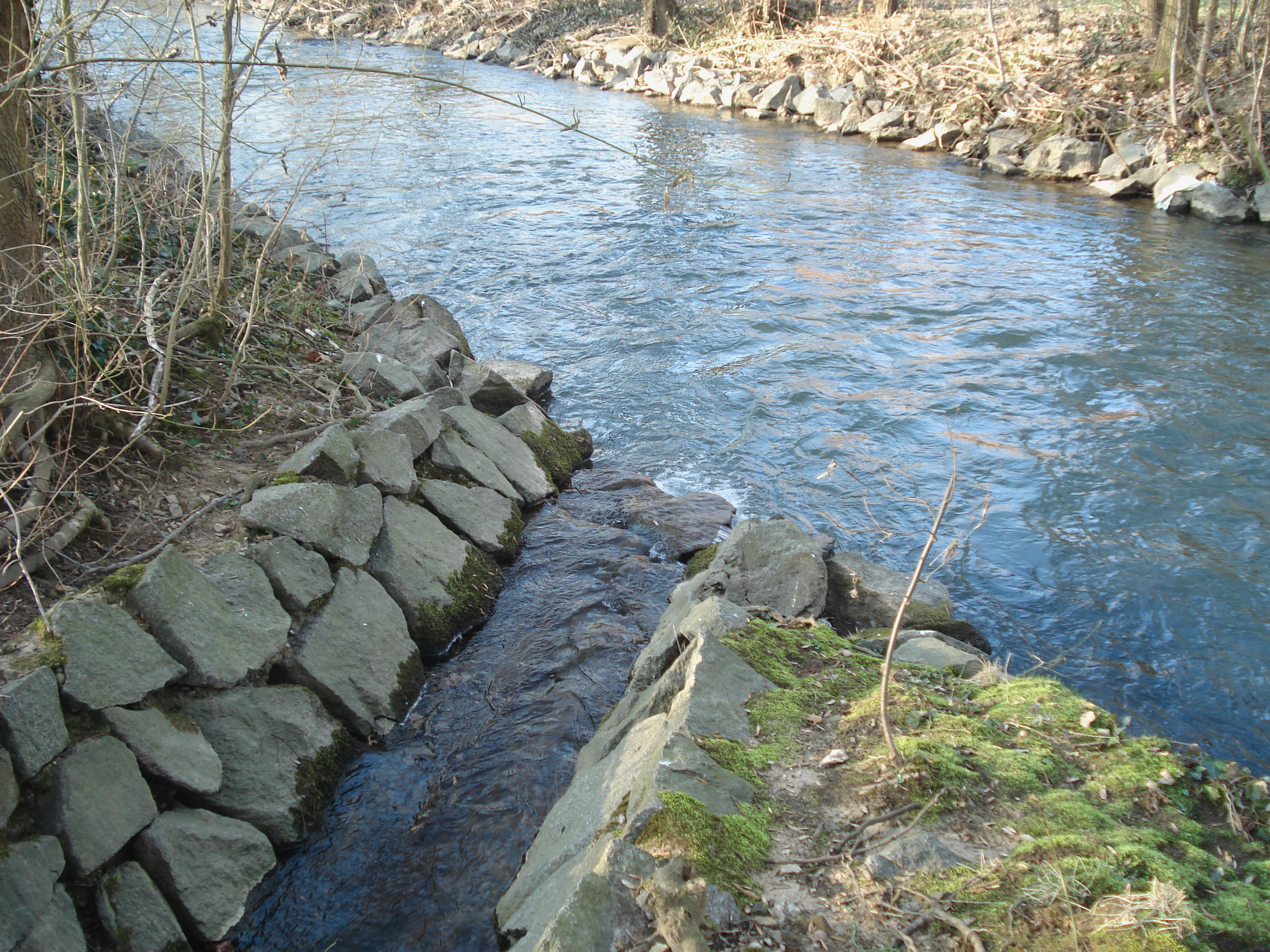
Mündung des Neuwiesenbaches in die Kahl im Jahr 2011

Die Renaturierung des Neuwiesenbaches wurde im Oktober 2019 beschlossen und im Jahr 2021 auf gut 420 m durchgeführt. Ziel dieses Vorhabens war es, das Bachbett naturnaher zu gestalten, um Wassertieren neuen Lebensraum zu schaffen. Der Neuwiesenbach würde außerdem deutlich breiter sein und bei Hochwasser nicht mehr sofort über die Ufer treten.
Die Baumaßnahme bestand aus zwei Bereichen. Der 380 m lange Abschnitt Süd zwischen Wasserlos und Alzenau und der 43 m lange Bauabschnitt Nord im Mündungsbereich des Neuwiesenbaches in die Kahl.
Bei der Renaturierung wurden die Betonhalbschalen beseitigt, in denen der Neuwiesenbach im Bereich der Neuwiese, entlang eines Fuß- und Radweges, floss. Den stark begradigten Bachlauf befreite man von Uferbausteinen, Rohren und Sohlrampen. Im nördlichen Bauabschnitt wurde anstelle der bisherigen Verrohrung eine Furt zur Kreuzung des Gewässers geschaffen.
Durch die Renaturierung wurde der Neuwiesenbach deutlich breiter, sodass er seitdem mit einer langsameren Geschwindigkeit fließt. Das frei mäandrierende Gewässer bietet einen höheren Hochwasserschutz und vielen Tier- und Pflanzenarten mehr Lebensraum. Durch eine Begrünung aus Böschungsansaat für mehrere Vogelschutzhecken und verschiedenen bachbegleitenden Bäumen wurde die Landschaft ökologisch aufgewertet.
Das Projekt kostete rund 300.000 Euro und wurde mit 75 % vom Wasserwirtschaftsamt Aschaffenburg gefördert.